# Dragones del Pacífico
Los Dragones del Pacífico es un apodo con el que se ha conocido a cuatro países de la región del Extremo Oriente: Corea del Sur, Taiwán y las ciudades estado de Hong Kong y Singapur. Forman parte de los llamados países emergentes que traían un enorme crecimiento industrial desde finales de los años 1960, y tuvieron un importante auge durante los años 1970. Han registrado en las últimas décadas un enorme crecimiento económico, aunque este rápido desarrollo tiene como consecuencia elementos negativos y un importante coste social, una radical desigualdad de riqueza entre los diferentes sectores de la población.